# Qarabulaq
Qarabulaq (Armeens: Մարտունաշեն Martunasjen) is een dorp (kəndi) in  Azerbeidzjan. Qarabulaq ligt in het district Göygöl. De plaats had tot 1992 een overwegend etnisch-Armeense bevolking, hoewel de plaats niet binnen de Nagorno-Karabachse Autonome Oblast lag, en was bekend onder de naam Martunasjen. In de zomer van 1992 werd Martunasjen veroverd door het Azerbeidzjaanse leger, ondersteund door troepen van de Sovjet-Unie. De lokale Armeense bevolking werd met geweld verdreven. Martunasjen werd bij deze actie met de grond gelijkgemaakt. Nadien kreeg de plaats de naam Qarabulaq en werd bevolkt met etnische Azerbeidzjanen.